# Snapper Music
Snapper Music — инди-лейбл, основанный в 1996 году бывшими главами Castle Communications Джоном Бичером, Дуги Даджоном и инвестором Марком Левинсоном из Palan Music Publishing, сыном Пола Левинсона. В 1999 году Snapper отделился от родительской компании в результате MBO, проведённого совместно с венчурными капиталистами ACT и CAI. В 2004 году Snapper был выкуплен музыкальным издателем и музыкальным менеджером в прошлом Брайаном Миррисоном (dec’d), а в 2005 году Джон Бичер (MD) и Дуги Даджон (A&R) ушли из Snapper Music и были замещены Фредериком Джадом, бывшим сотрудником Palan Music Publishing и директором Snapper.
Среди множества выпущенных альбомов различных исполнителей лейбл выпустил альбомы таких известных групп как Porcupine Tree, No-Man, Ozric Tentacles, Pink Floyd, W.A.S.P., Cradle of Filth, Fish, Happy Mondays, 3 Colours Red и Amen.
Помимо самостоятельной печати дисков, Snapper Music владеет или осуществляет дистрибуцию нескольких сублейблов, работающих в различных музыкальных стилях — Peaceville Records (метал), Kscope (пост-прогрессивный рок), Charly Records (R&B, джаз, прогрессив и блюз).